# Kapiti Coast

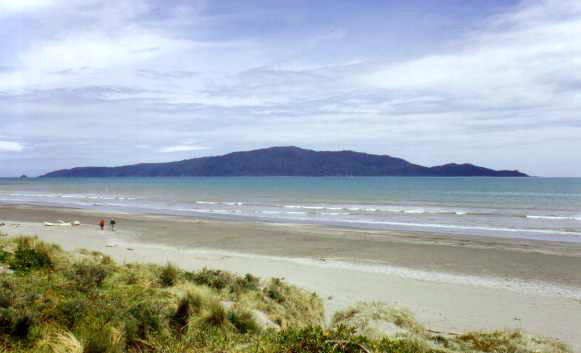
Kapiti Island von Waikanae aus

Kapiti Coast (früher auch als Golden Coast bezeichnet) ist ein Küstenabschnitt auf der Nordinsel Neuseelands. Er befindet sich in der Region Wellington, genauer gesagt im Kapiti Coast District nördlich der Metropolregion Wellington.
Namensgeber dieser Region ist die vor der Küste gelegene Insel Kapiti Island (siehe Bild).
Der Begriff „Kapiti“ bedeutet in Māori „Grenze“. In der frühen Besiedlungszeit bildete die Küste und die Insel die Grenze zwischen zwei Māori-Stämmen.

## Region
Zur Kapiti Coast gehören unter anderem folgende Ortschaften:
- Ōtaki
- Peka Peka
- Waikanae
- Paraparaumu
- Raumati
- Paekakariki
- Pukerua Bay

## Geschichte
Der Maori Häuptling Te Rauparaha hielt sich eine Basis auf Kapiti Island, von der er aus in der Lage war, Angriffe auf andere Stämme während der Musketenkriege in den frühen 1800er Jahren zu starten. Um diese Zeit begannen die Europäer den Walfang in dieser Gegend. Am 16. Oktober 1839 kam William Hayward Wakefield von der New Zealand Company zur Kapiti Coast Region, um Land für dauerhafte europäische Siedlungen zu erwerben. Te Rauparaha verkaufte ihm Land in der Nelson- und Golden Bay.
Während des Zweiten Weltkrieges, wurde der Queen Elizabeth Park – ein großes Stück Park zwischen Paekakariki und Raumati – der Standort der US-amerikanischen Armee und der Marines. US-Truppen waren in den Lagern in 1942/44 stationiert und wurden von dort aus in die Kampfschauplätze im Pazifischen Ozean geschickt.
Nach dem Zweiten Weltkrieg wurde der Wellington Rongotai Flughafen aus Sicherheitsgründen geschlossen und so wurde 1947 der Paraparaumu Flughafen der wichtigste Flughafen für die Region Wellington. Im Jahre 1949 wurde dieser der am stärksten frequentierte Flughafen in Neuseeland und hat dazu beigetragen, das Wachstum an der Kapiti Coast zu stimulieren. Der Flughafen Wellington wurde 1959 eröffnet und seither konnte der Paraparaumu Flughafen nie wieder den einstigen Status erreichen.
Ab 2008 hat die Kapiti Coast einen deutlichen Anstieg der Bevölkerungszahlen erlebt und ist damit eine der am schnellsten wachsenden Gegenden in Neuseeland. Dies hat zu erheblichem Wachstum in allen Städten geführt, außer in Paekakariki, wo die Entwicklung geographisch begrenzt ist.

## Öffentlicher Nahverkehr
Die Kapiti Coast ist durch die Vorortzüge des Metlink public transport network mit Wellington und anderen Ortschaften (wie z. B. Porirua) verbunden.
Man braucht mit der Bahn ca. 40–60 Minuten (abhängig davon, in welcher Station man einsteigt) um zum Bahnhof Wellington zu gelangen.

## Sonstiges
Die Küste zeichnet sich dadurch aus, dass man von der gesamten Küstenbreite aus Kapiti Island sehen kann. Diese Insel ist ein Naturschutzgebiet und kann nur mit Erlaubnis, welche man sich in Wellington holen muss, betreten werden.